# Calophysa
Calophysa là chi thực vật có hoa trong họ Mua.